# 薩洛姆灣

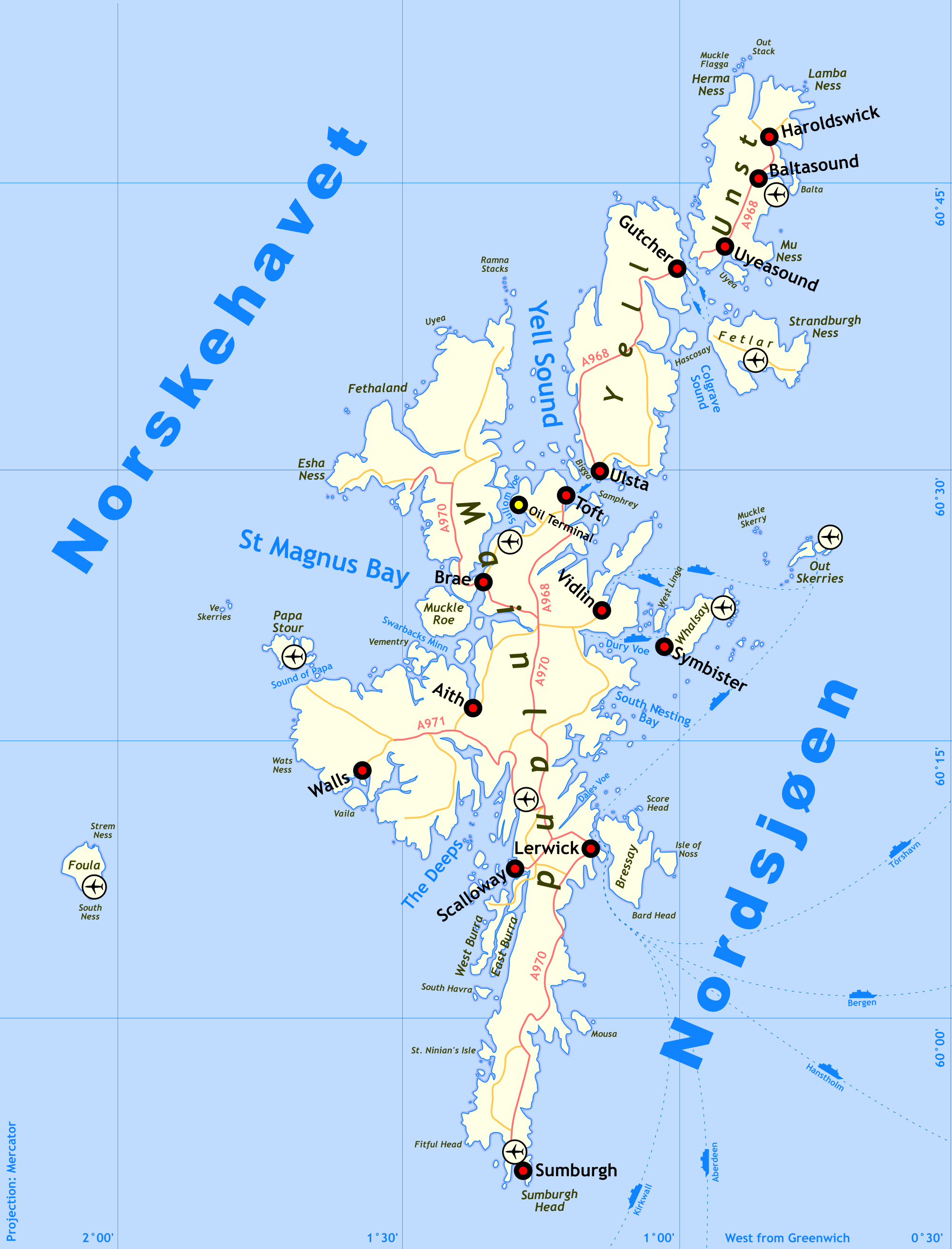
设德兰島的地圖

薩洛姆灣（Sullom Voe）是蘇格蘭设德兰島上的一個海灣，在設德蘭島本島北部和諾斯馬文之間，是薩洛姆灣油碼頭庫的所在地。Sullom Voe中的Voe是源自於古諾斯語的vagr，是指小灣或是窄溪，薩洛姆灣的源頭也就是梅維斯格林德的東側。
薩洛姆灣是设德兰上最長的海灣，部份受到耶爾島的保護，在第一次世界大戰時，英國皇家空軍及挪威皇家空军都以此為飛行艇的基地。當開始有碼頭時，空軍基地升級為主要運送原油的Scatsta機場。
北海是在1969年發現原油，之後就在薩洛姆灣建立原油碼頭，在1975年開始營運，在1982年完工，是歐洲中最大的一個。原油從布蘭特油田及Ninian油田經由油管通到薩洛姆灣，再裝載到停在薩洛姆灣的液貨船
當確定用设德兰做為北海北石油管路的終端，以及離岸石油配套設施的架設地點時，相關的企業都希望可在此處架設其企業本身的產油配套設施。不過為了使石油產業對當地的影響減到最小，設得蘭群島議會在1974年獲得英國議會ZCC法案（Zetland County Council Act 1974）的授權，可以授權整合薩洛姆灣所有石油的配套設施，這部份是由EnQuest代表在北海及北大西洋的相關石油運營公司來進行維護。

## 腳註
1. 1 2  . BP.   [28 February 2009]. （原始内容存档于2012-02-09）.
2. ↑  .   [31 July 2011]. （原始内容存档于2015-09-28）.
3. 1 2  . Undiscovered Scotland.   [28 February 2009]. （原始内容存档于2021-01-19）.
4. ↑  .   [2024-02-01]. （原始内容存档于2023-09-01）.

60°27′06″N 1°18′39″W / 60.451733°N 1.310805°W